# Autochloris proterva
Autochloris proterva är en fjärilsart som beskrevs av Max Wilhelm Karl Draudt 1915. Autochloris proterva ingår i släktet Autochloris och familjen björnspinnare. Inga underarter finns listade i Catalogue of Life.